# 姚步瀛 (乾隆進士)
姚步瀛（?—?），字伯選，號海峯，陝西商州人。清朝翰林。
姚步瀛於乾隆三十四年（1769年）中式己丑科二甲第十一名進士。選翰林院庶吉士，散館授編修。